# IC 3031
IC 3031 ist eine Spiralgalaxie vom Hubble-Typ S im Sternbild Coma Berenices am Nordsternhimmel. Sie ist rund 1,2 Milliarden Lichtjahre von der Milchstraße entfernt und hat einen Durchmesser von etwa 240.000 Lichtjahren.
Im selben Himmelsareal befinden sich u. a. die Galaxien NGC 4164, IC 3029, IC 3033, IC 3035.
Das Objekt wurde am 7. Mai 1904 von Royal Harwood Frost entdeckt.